# Pionycha
Pionycha is een geslacht van kevers uit de familie van de loopkevers (Carabidae). De wetenschappelijke naam van het geslacht is voor het eerst geldig gepubliceerd in 1848 door Chaudoir.

## Soorten
Het geslacht Pionycha omvat de volgende soorten:
- Pionycha maculata (Gory, 1833)
- Pionycha pallens Lucas, 1857
- Pionycha tristis (Gory, 1833)